# Marc Cucurella
Marc Cucurella Saseta (n. 22 iulie 1998, Alella, Catalonia, Spania) este un fotbalist spaniol, care joacă pe post de fundaș la Chelsea în Premier League. Pe plan internațional, are prezențe la națională pentru Spania U-16⁠(d), Spania U17⁠(d), Spania U-18⁠(d), Spania U-19⁠(d), Spania U-20⁠(d), Spania U-21, Spania U23⁠(d) și Spania.
Cucurella și-a făcut debutul cu o echipă de seniori la Barcelona, dar și-a petrecut cea mai mare parte a timpului acolo în echipa de rezervă. A continuat să joace peste 100 de meciuri din La Liga pentru Eibar și Getafe, înainte de a se alătura lui Brighton & Hove Albion în 2021. A petrecut un sezon cu Brighton înainte de a se alătura lui Chelsea în 2022.
Cucurella a fost selecționat de naționala Spaniei la fiecare nivel de tineret, de la Sub-16 până la Sub-23, câștigând medalia de argint cu acesta din urmă la turneul olimpic din 2020. A debutat la echipa de seniori în 2021, reprezentând echipa la UEFA Euro 2024.

## Palmares
Barcelona
- Copa del Rey: 2017–18[2]

Chelsea
- UEFA Conference League: 2024–25[3]

Spania Sub-23
- Medalia de argint la Jocurile Olimpice de vară: 2020[4]

Spania
- Campionatul European de Fotbal: 2024[5]

Individual
- Jucătorul sezonului al jucătorilor de la Brighton & Hove Albion: 2021–22[6]
- Jucătorul sezonului de la Brighton & Hove Albion: 2021–22[6]
- Echipa turneului din Campionatul European UEFA Sub-17 ani din 2015[7]